# خاطرات خون‌آشام (فصل ۶)
خاطرات خون آشام یک سریال درام ماورایی یک ساعته آمریکایی است که برای فصل ششم در ۱۳ فوریه ۲۰۱۴ تمدید شد. این فصل در ۲ اکتبر ۲۰۱۴ روی آنتن رفت. نام تعداد زیادی از قسمت‌های این فصل برگرفته از ترانه‌های سال ۱۹۹۴ است. فصل هفتم این سریال در ۱۱ ژانویه ۲۰۱۵ توسط سی‌دابلیو تمدید شد.
| No. in series | No. in season | عنوان                                            | کارگردان       | نویسنده                       | تاریخ پخش      | کد تولید | بینندگان در امریکا (میلیون) |
| ------------- | ------------- | ------------------------------------------------ | -------------- | ----------------------------- | -------------- | -------- | --------------------------- |
| ۱۱۲           | ۱             | «به یاد خواهم آورد»                              | جفری هانت      | کارولین درایز                 | ۲ اکتبر ۲۰۱۴   | 2J7851   | 1.81                        |
| ۱۱۳           | ۲             | «لدبتر زرد»                                      | پاسکال ورشوریز | جولی پلک                      | ۹ اکتبر ۲۰۱۴   | 2J7852   | 1.67                        |
| ۱۱۴           | ۳             | «به بهشت خوش آمدید»                              | مایکل اولویتس  | بریان یانگ                    | ۱۶ اکتبر ۲۰۱۴  | 2J7853   | 1.83                        |
| ۱۱۵           | ۴             | «خورشید سیاهچاله»                                | کلی سایرس      | ملیندا سو تایلر و نیل رینالدز | ۲۳ اکتبر ۲۰۱۴  | 2J7854   | 1.66                        |
| ۱۱۶           | ۵             | «دنیا عوض شد و مرا اینجا رها کرد»                | لسلی لیبمن     | برت متیوس                     | ۳۰ اکتبر ۲۰۱۴  | 2J7855   | 1.58                        |
| ۱۱۷           | ۶             | «هرچه مرا بیشتر نادیده بگیری، من نزدیکتر می شوم» | گرث استاور     | چاد فایوش و جیمز استورترا     | ۶ نوامبر ۲۰۱۴  | 2J7856   | 1.59                        |
| ۱۱۸           | ۷             | «اولین بار را به خاطر داری؟»                     | درن گنت        | ربکا ساننشاین                 | ۱۳ نوامبر ۲۰۱۴ | 2J7857   | 1.54                        |
| ۱۱۹           | ۸             | «ناپدید شدن در تو»                               | جاشوآ باتلر    | نینا فیور و جان هررا          | ۲۰ نوامبر ۲۰۱۴ | 2J7858   | 1.68                        |
| ۱۲۰           | ۹             | «من تنها»                                        | کلی سایرس      | براین یانگ و هالی بریکس       | ۴ دسامبر ۲۰۱۴  | 2J7859   | 1.49                        |
| ۱۲۱           | ۱۰            | «کریسمس از دید تو»                               | مایکل الوویتس  | کارولاین درایز                | ۱۱ دسامبر ۲۰۱۴ | 2J7860   | 1.82                        |
| ۱۲۲           | ۱۱            | «بیداری با یک هیولا»                             | پاول وسلی      | ملیندا سو تیلور               | ۲۲ ژانویه ۲۰۱۵ | 2J7861   | 1.63                        |

## تولید

### توسعه
تولید فصل شش به‌طور رسمی در ۱۳ فوریه ۲۰۱۴ اعلام شد.

### بازیگران
بازیگرانی که از فصل ۵ در این فصل حضور دارند شامل نینا دوبرو (الینا گیلبرت)، پاول وسلی (استفن سالواتوره)، ایان سامرهلدر (دیمن سالواتوره)، استیون آر مک کوئین (جرمی گیلبرت)، کت گراهام (بانی بنت)، کندیس آکولا (کارولین فوربس)، زک روئریگ (مت دوناوان) و مایکل تروینو (تایلر لاکوود) می‌باشد.
درست بعد از قسمت آخر فصل ۵، اعلام شد که شخصیت متیو دیویس، آلاریک سالتزمن که در پایان فصل ۳ سریال را ترک کرد، به‌طور منظم برای فصل ۶ برمی گردد. در ۱۶ می ۲۰۱۴، معلوم شد که مایکل مالارکی در نقش انزو هم در فصل ۶ حاضر می‌شود.
در ۱۲ ژوئیه ۲۰۱۴، گابریل والش به عنوان بازیگر مهمان برای نقش سارا انتخاب شد. دو روز بعد در ۱۴ ژوئیه کالین فرگوسن بازیگر مهمان نقش تریپ شد. در ۱۶ ژوئیه نیز امیلی چنگ برای نقش ایوی انتخاب شد.